# Aeonium nobile

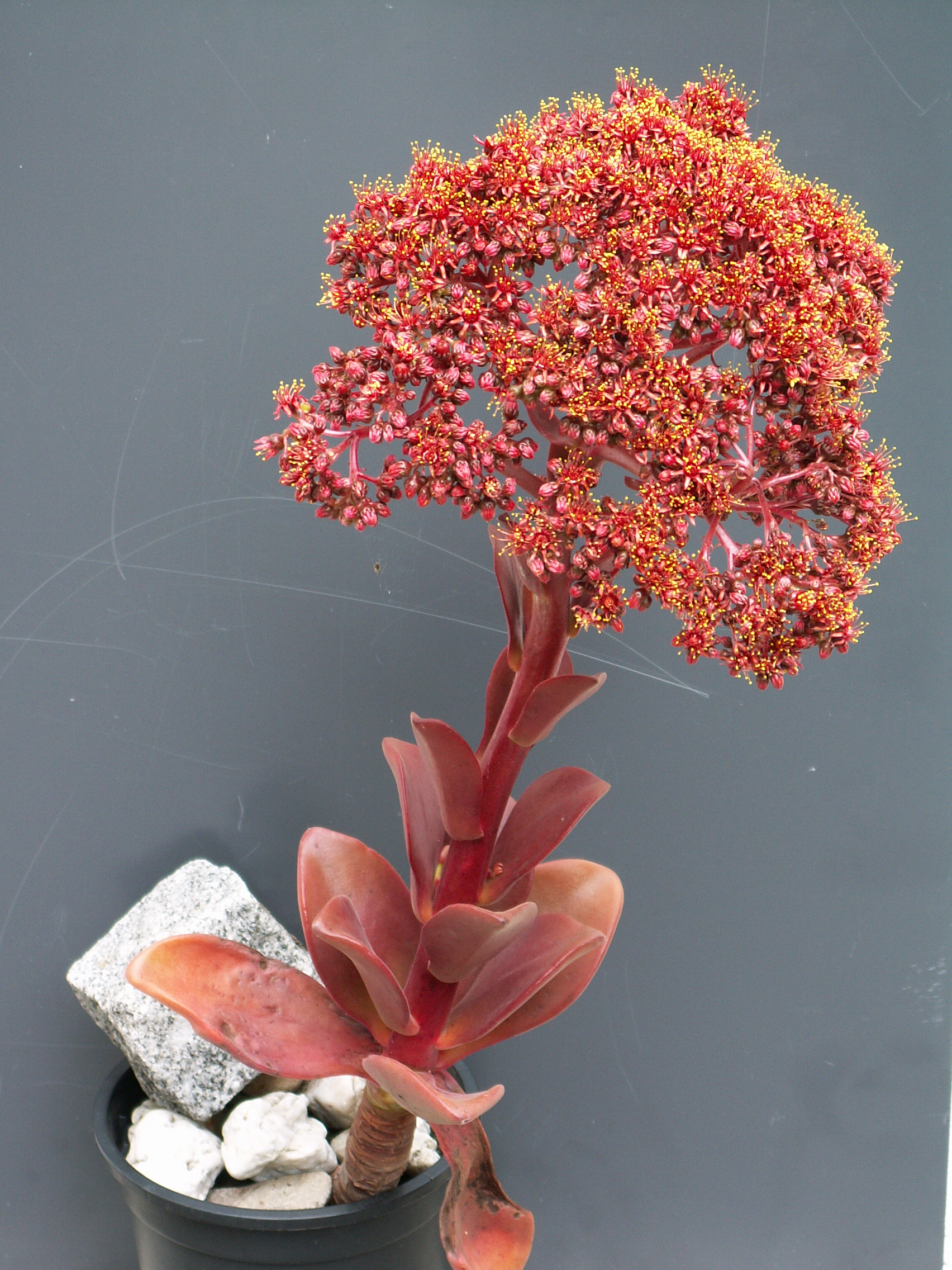
Inflorescència

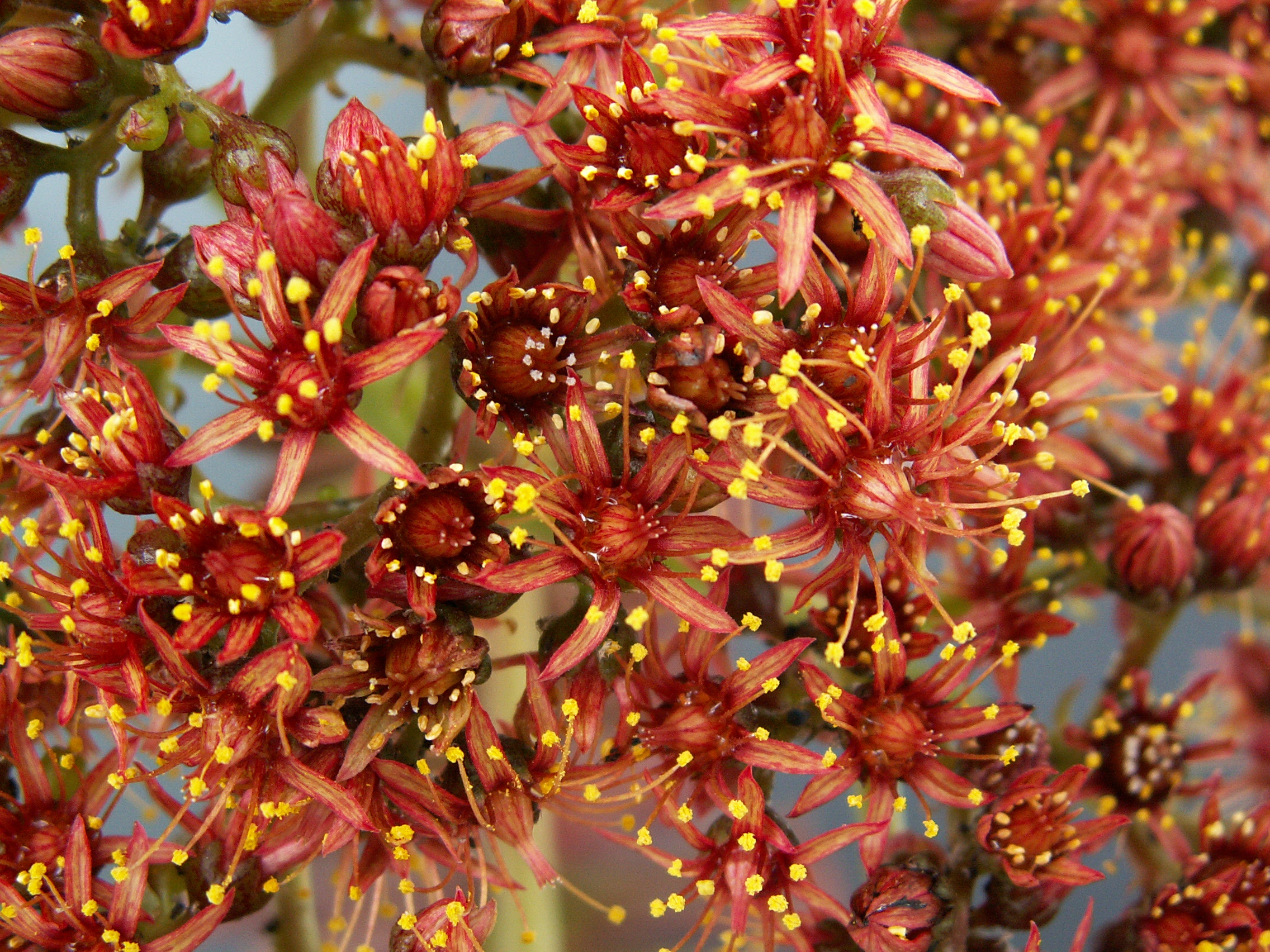
Flors

Aeonium nobile és una espècie de planta suculenta del gènere Aeonium, de la família de les Crassulaceae.

## Descripció
És un arbust perenne, suculent, dotat d'una tija gruixuda, erecte, llenyós o semillenyós, de fins a 60 cm d'alt, molt rarament ramificat, de color marró grisós i molt marcat per les cicatrius que deixen les fulles mortes.
Les fulles formen una gran roseta basal d'entre 10 a 40 cm de diàmetre, encara que alguns exemplars extraordinaris poden superar els 60 cm d'amplitud. Són simples, grans, d'entre 7 a 30 cm de llarg i de 4 a 20 cm d'ample, molt carnoses, fins a 12 mm de gruix, de contorn entre obovat a suborbicular, escassa i toscament ciliades en les seves vores i recobertes en la seva totalitat de una finíssima i enganxosa pubescència. El seu color varia entre el verd pàl·lid i el vermell rogenc, en funció de la ubicació i grau d'exposició solar de cada exemplar.
Les flors són estrellades, petites i innombrables, del voltant d'1 cm de diàmetre, s'agrupen en grans i cridaneres inflorescències en forma de cúpula, gairebé plana per dalt, de 20 a 40 cm d'alt i 30 a 60 cm de diàmetre, sostingudes per una robusta tija florífera que sorgeix del mateix centre de la roseta foliar, encara que alguns exemplars produeixen ramificacions floríferes secundàries entre les fulles. Cada flor presenta 7 a 9 sèpals d'uns 2 a 3 mm de llarg, de color verd amb punts vermellosos, igual quantitat de pètals, de color ataronjat, vermell o rogenc, i uns 3 a 5 mm de longitud, i doble quantitat d'estams amb les anteres grogues.
Floreix des de finals de primavera fins a començaments de la tardor. En fructificar generen una gran quantitat de diminutes llavors de color marró fosc. Els exemplars moren després de la floració, ja que la producció de llavors requereix tal aportació d'energia que deixa a la planta totalment esgotada.
Aquesta és l'única espècie de tot el seu gènere que presenta floració de color vermell intens, el que, unit a la bellesa de les seves rosetes foliars i l'elegància de les seves inflorescències, la converteix en una de les plantes crasses més singulars de Canàries.
S'hibrida amb altres espècies del seu gènere, com Aeonium canariense spp. christii i Aeonium davidbramwelli.

## Distribució
Planta endèmica de La Palma, a les Canàries. Es troba habitualment en cingles i vessants escarpats de zones àrides i semiàrides molt assolellades orientades a sud, ja que es tracta d'una espècie eminentment heliófila.
A la franja nord i nord-oest de l'illa la seva distribució és bastant escassa i dispersa, mentre que les seves colònies més importants es localitzen en àrees molt reduïdes de sud i sud-oest: Fuencaliente, Barranc de Las Angustias i Tijarafe.

## Taxonomia
Aeonium nobile (Praeger) Praeger va ser descrita per Robert Lloyd Praeger i publicada a Proc. Roy. Irish Acad. xxxviii. Sect. B, 477. 1929.

## Usos
Des de fa algun temps és molt valorada en jardineria, el que ha provocat gairebé la seva desaparició d'alguns llocs, a causa de la recol·lecció incontrolada i abusiva dels seus exemplars. Aquest ús ornamental s'ha de limitar a les seves àrees de distribució natural, donat l'alt poder d'hibridació de totes les espècies d'aquest gènere, i tenint un absolut respecte a les seves poblacions naturals.
El suc de les seves tiges i fulles s'emprava ocasionalment per curar cremades, i alleujar els hematomes externs causats per cops o caigudes.